# Cysoing
Cysoing [sizwɛ̃] est une commune française située dans le département du Nord, en région Hauts-de-France. C'est l'une des deux villes-centres d'une petite agglomération de cinq communes, l'unité urbaine de Cysoing, qui appartient à l'aire urbaine de Lille.

## Géographie

### Localisation
Cysoing est située dans la Pévèle et en Flandre romane.
| Bouvines, Sainghin-en-Mélantois | Gruson  | Camphin-en-Pévèle |
| Péronne-en-Mélantois            | Cysoing | Bourghelles       |
| Louvil, Templeuve-en-Pévèle     | Genech  | Cobrieux          |

### Hydrographie

#### Réseau hydrographique
La commune est située dans le bassin Artois-Picardie. Elle est drainée par la Marque, le ruisseau de Cysoing, le Zecart, le Courant des Planches, la Chanteraine, le Moulin d'Eau, le ruisseau du Gland et divers autres petits cours d'eau,.
La Marque, d'une longueur de 32 km, prend sa source dans la commune de Thumeries et se jette  dans le canal de Roubaix à Wasquehal, après avoir traversé 25 communes.

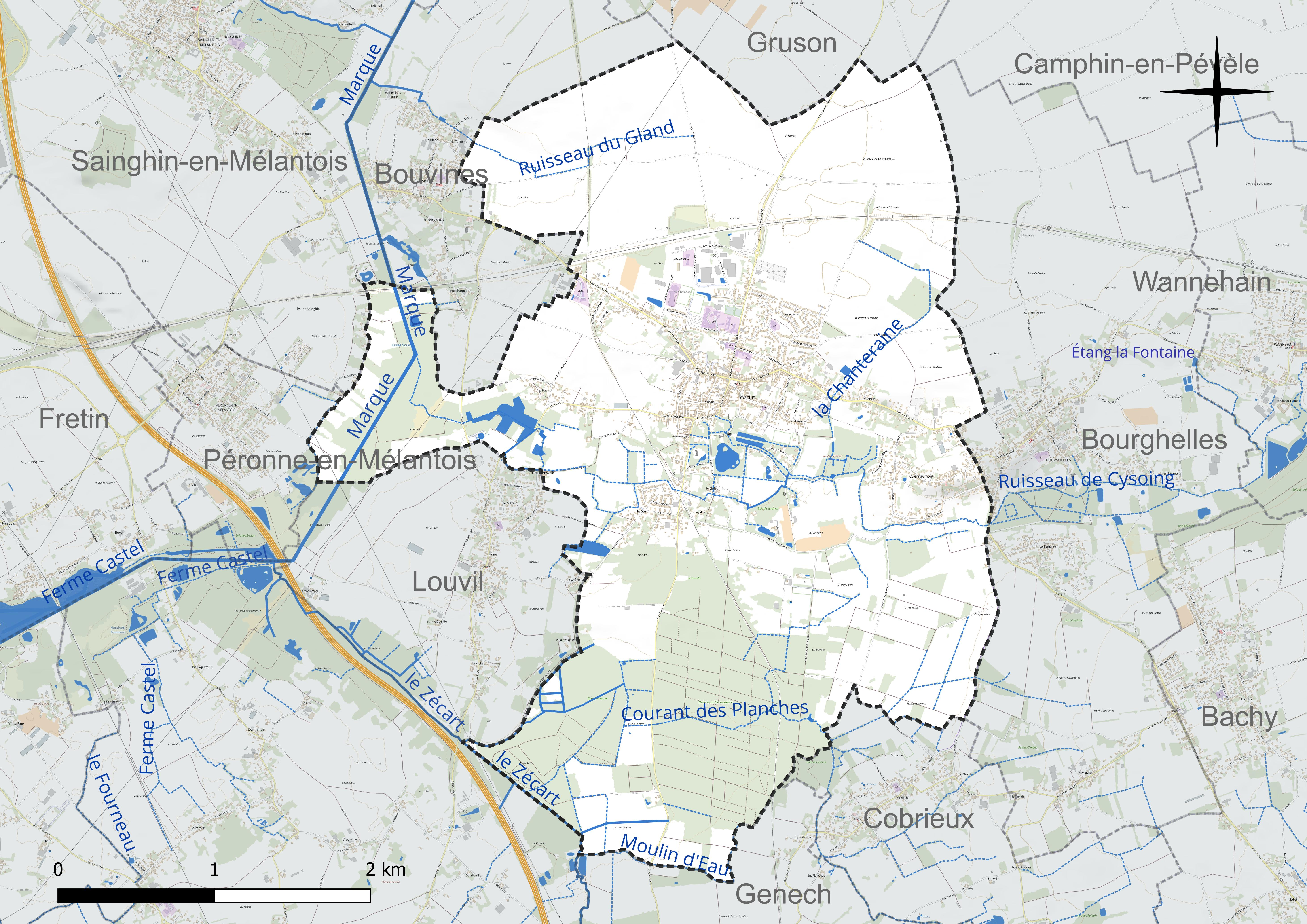
Réseau hydrographique de Cysoing.

Le Zécart, d'une longueur de 12 km, prend sa source dans la commune de Bersée et se jette  dans la Marque à Templeuve-en-Pévèle, après avoir traversé six communes.

#### Gestion et qualité des eaux
Le territoire communal est couvert par le schéma d'aménagement et de gestion des eaux (SAGE) « Marque Deûle ». Ce document de planification concerne un territoire de 1 120 km2 de superficie, délimité par les bassins versants de la Marque et de la Deûle, formant une vaste cuvette sédimentaire de 40 km de long et de 25 km de large, où la pente est très faible. Le périmètre a été arrêté le 2 décembre 2005 et le SAGE proprement dit a été approuvé le 9 mars 2020. La structure porteuse de l'élaboration et de la mise en œuvre est la Métropole européenne de Lille.
La qualité des cours d'eau peut être consultée sur un site dédié géré par les agences de l'eau et l'Agence française pour la biodiversité.

### Climat
Pour des articles plus généraux, voir Climat des Hauts-de-France et Climat du Nord.
En 2010, le climat de la commune est de type climat océanique dégradé des plaines du Centre et du Nord, selon une étude du CNRS s'appuyant sur une série de données couvrant la période 1971-2000. En 2020, Météo-France publie une typologie des climats de la France métropolitaine dans laquelle la commune est exposée à un climat océanique et est dans la région climatique Nord-est du bassin Parisien, caractérisée par un ensoleillement médiocre, une pluviométrie moyenne régulièrement répartie au cours de l'année et un hiver froid (3 °C).
Pour la période 1971-2000, la température annuelle moyenne est de 10,6 °C, avec une amplitude thermique annuelle de 14,5 °C. Le cumul annuel moyen de précipitations est de 698 mm, avec 11,7 jours de précipitations en janvier et 8,9 jours en juillet. Pour la période 1991-2020, la température moyenne annuelle observée sur la station météorologique la plus proche, située sur la commune de Cappelle-en-Pévèle à 7 km à vol d'oiseau, est de 11,1 °C et le cumul annuel moyen de précipitations est de 736,6 mm,. Pour l'avenir, les paramètres climatiques de la commune estimés pour 2050 selon différents scénarios d'émission de gaz à effet de serre sont consultables sur un site dédié publié par Météo-France en novembre 2022.

## Urbanisme

### Typologie
Au 1er janvier 2024, Cysoing est catégorisée ceinture urbaine, selon la nouvelle grille communale de densité à sept niveaux définie par l'Insee en 2022.
Elle appartient à l'unité urbaine de Cysoing, une agglomération intra-départementale regroupant cinq  communes, dont elle est ville-centre,,. Par ailleurs la commune fait partie de l'aire d'attraction de Lille (partie française), dont elle est une commune de la couronne,. Cette aire, qui regroupe 201 communes, est catégorisée dans les aires de 700 000 habitants ou plus (hors Paris),.

### Occupation des sols
L'occupation des sols de la commune, telle qu'elle ressort de la base de données européenne d'occupation biophysique des sols Corine Land Cover (CLC), est marquée par l'importance des territoires agricoles (61,1 % en 2018), en diminution par rapport à 1990 (68,2 %). La répartition détaillée en 2018 est la suivante : 
terres arables (39,6 %), prairies (20,8 %), forêts (20,4 %), zones urbanisées (18,6 %), zones agricoles hétérogènes (0,7 %). L'évolution de l'occupation des sols de la commune et de ses infrastructures peut être observée sur les différentes représentations cartographiques du territoire : la carte de Cassini (XVIIIe siècle), la carte d'état-major (1820-1866) et les cartes ou photos aériennes de l'IGN pour la période actuelle (1950 à aujourd'hui).

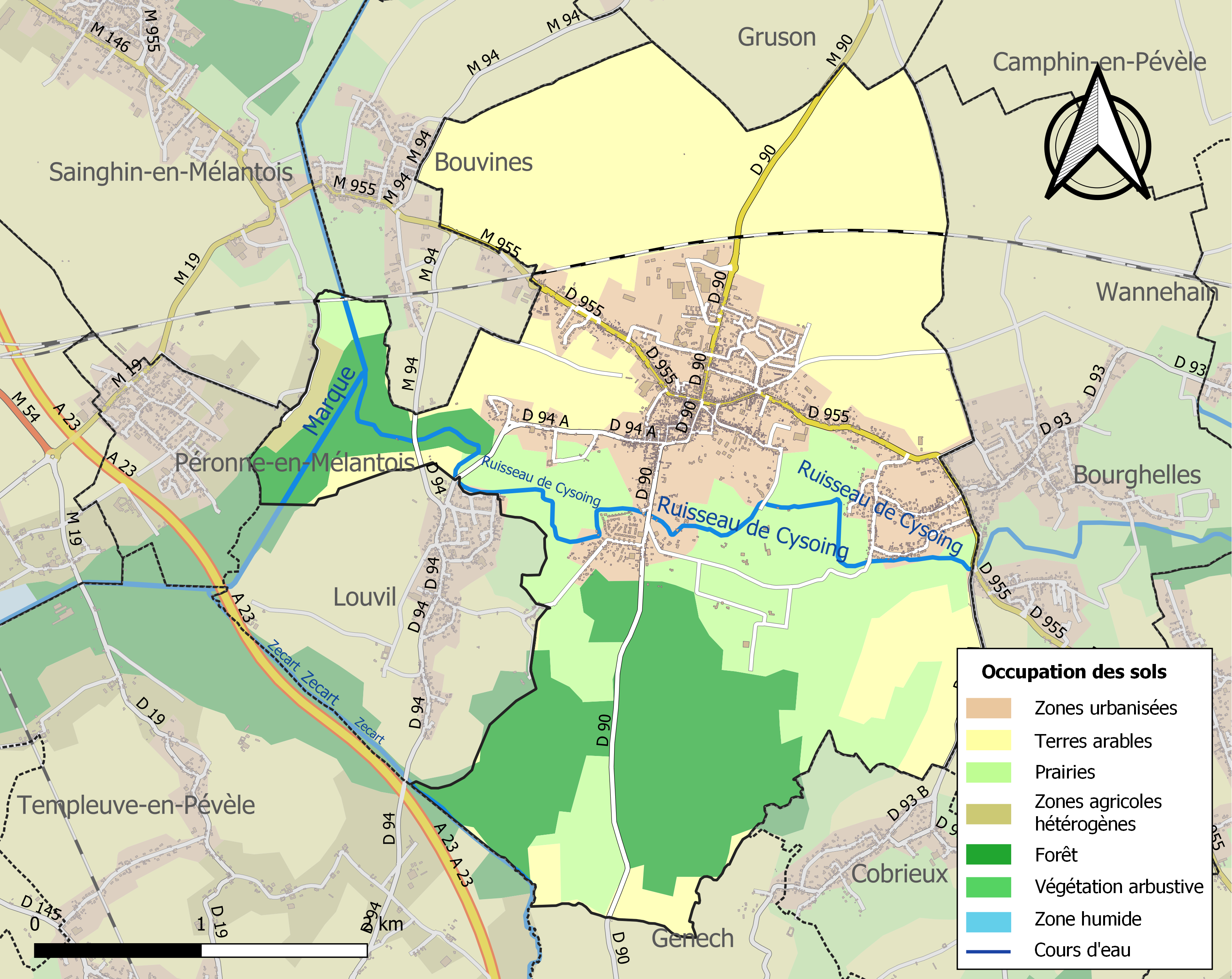
Carte des infrastructures et de l'occupation des sols de la commune en 2018 (CLC).

### Voies de communication et transports
Cysoing est desservie par le réseau interurbain Arc-en-Ciel.
La commune est également traversée par la ligne ferroviaire de Somain à Halluin, dont l'exploitation est interrompue depuis 2015. La gare de Cysoing n'est donc plus desservie, le bâtiment a été reconverti en logements.

## Toponymie
- Cisonio (870), Cizoniensis (1096), Chisonio (1161).

Sison en flamand.

## Histoire

### Avant la Révolution française
L'histoire de Cysoing est étroitement liée à celle de son abbaye Saint-Calixte. C'est grâce à elle qu'au fil des siècles la commune a prospéré et acquis une solide notoriété dans la France entière.
L'abbaye a été fondée à la fin du IXe siècle par saint Évrard de Frioul, sur les terres que sa femme, Gisèle, avait apportées en dot. La jeune femme est la petite-fille de Charlemagne et la sœur de Charles le Chauve. Elle se marie avec 8 000 hectares de terrain en sa possession.
Le 14 août 1193, Philippe Auguste se marie à Amiens avec Ingeburge de Danemark qu'il répudie le lendemain pour des raisons toujours inconnues : il la fait enfermer à Beaurepaire, prieuré de l'abbaye de Cysoing, en attendant le recours formulé par Ingeburge auprès du pape Célestin III contre la procédure de divorce.
Le culte devenant à la fin du Moyen Âge source permanente de troubles, batailles et révoltes, cette période provoque d'énormes excès de la part d'assez importants groupes de pillards.
Au XVIe siècle, l'abbaye de Cysoing est mise à sac par les « Gueux », une bande de pillards qui circulaient dans le secteur de Tournai et Menin, des iconoclastes apparus au cours du conflit religieux né dans les anciens Pays-Bas du fait de la naissance, à Bruxelles, et dans le reste des provinces des Pays-Bas, d'un groupe de révoltés contre l'autorité du roi d'Espagne. Ces révoltés se paraient, par défi, du nom de gueux, bien qu'une partie de la noblesse en fît partie et, notamment, le prince d'Orange, leur chef. Une partie du nord de la France dénommée Flandre romane ou Flandre Gallicante appartenait alors aux Pays-Bas. En 1566, les habitants de Seclin, Gondecourt et Houplin, menés par Guislain de Haynin, premier de ce nom à être seigneur du Breucq (à Seclin) parviennent en se liguant, à repousser définitivement les gueux dans les marais qui existaient alors entre Seclin, Gondecourt et Houplin.
Louis XV, en 1744, séjourne quelques jours à l'abbaye. Après la campagne de Flandre, il remporte la bataille de Fontenoy en 1745. En 1751, l'abbé de Cysoing, Laurent de Roque, fait ériger une pyramide en pierre bleue en souvenir du passage et de la victoire du roi. Cette pyramide, qui d'ailleurs n'en a que le nom puisqu'il s'agit en fait d'un obélisque, mesure près de 17 mètres de hauteur. Construite au cœur du parc de l'abbaye, on peut encore la voir aujourd'hui.

#### Seigneuries de Cysoing
Avant la Révolution française, Cysoing est le siège de plusieurs seigneuries. Au XVIIe siècle, la principale d'entre elles est une  baronnie, ayant notamment à son service un receveur. Les seigneuries sont d'une surface et d'une richesse variable. L'une d'entre elles correspond au lieu-dit Quennaumont. Peu de temps avant la Révolution française, la seigneurie de Quennaumont est détenue par Marie Angélique Joseph de Surmont (1742 Lille- 1785 Lille), fille de Philippe de Surmont, seigneur de Bersée, bourgeois de Lille, et de Marie Angélique Françoise Discart. Marie Angélique Joseph de Surmont nait à Lille en janvier 1742 (baptisée le 17 janvier 1742) et meurt à Lille le 31 mai 1785. Elle est dame de (les hommes sont « seigneur de », les femmes sont « dame de ») Quenaumont et de Platries. Elle épouse le 19 mars 1771 à Lille Pierre François Albert Taverne (1744 - 1831), écuyer, seigneur de Burgault (commune de Seclin), fils de Louis Nicolas, écuyer, seigneur de Beauval, et de Marie Jeanne Joseph Mahieu. Il nait à Lille La Madeleine en juillet 1744 (baptisé le 22 juillet 1744), devient bourgeois de Lille le 14 novembre 1771 et meurt au château de Pont-à-Tressin (entre Tressin et Chéreng) le 4 juin 1831, à l'âge de 87 ans.

### Depuis la Révolution française
Pendant la Révolution française, l'abbaye est mise sous scellés. En 1792, les livres, meubles et tableaux qu'elle contient sont tous emmenés à Lille. Le 26 octobre 1793, dans le feu de l'action opposant les armées de la Coalition cantonnées au camp de Cysoing et les troupes françaises qui s'en sont rendus maîtres provisoirement, elle est incendiée par des conventionnels exaltés et le feu se communique aux habitations à l'entour.
En 1808, on trouve à Cysoing un dépôt de sûreté, où on enferme les petits délinquants avant leur transfert en maison d'arrêt à Lille.
Selon le géologue M Meugy (1850), dans une partie de la vallée de la Marque, la tourbe était autrefois exploitées près du lit mineur. On l'y trouvait sur une épaisseur pouvant atteindre 6 m à Bouvines, Ennevelin et Cysoing. Le tourbage a finalement été interdit au XIXe siècle en raison explique-t-il d' « inconvénients graves » dus à une exploitation désordonnée et faite sans surveillance.
Entre 1896 et 1932, la ligne de chemin de fer de Saint-Amand à Hellemmes de 32 km dessert la commune.

## Politique et administration

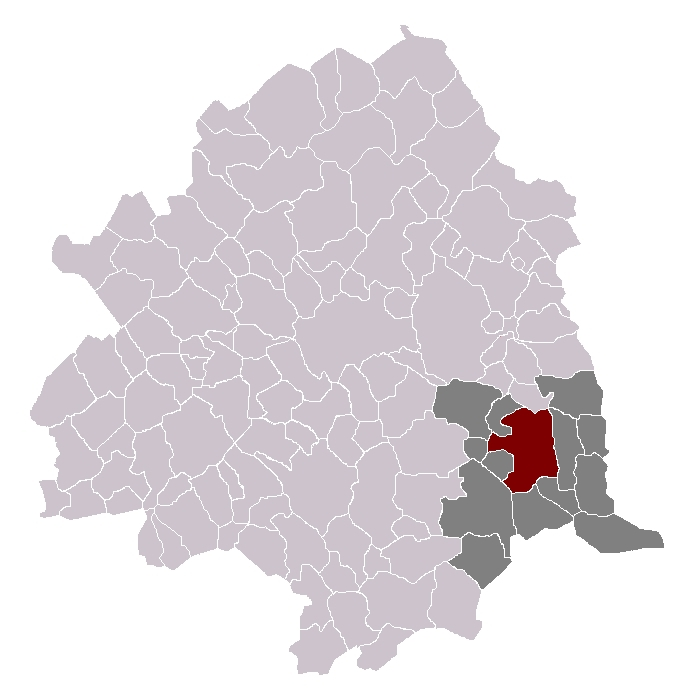
Cysoing dans son canton et son arrondissement.

### Liste des maires
| Période      | Période           | Identité                             | Étiquette | Qualité                                              |
| ------------ | ----------------- | ------------------------------------ | --------- | ---------------------------------------------------- |
| janvier 1790 | 1792              | Louis François Théodore Desmarescaux |           | Médecin                                              |
| 1792         | 1800              | Théophile Joseph d'Herbomez          |           |                                                      |
| 1800         | 1802              | Louis Desmons                        |           |                                                      |
| 1802         | 1808              | Étienne Boumar                       |           |                                                      |
| 1808         | 1831              | Onésiphore Lazaire                   |           |                                                      |
| 1831         | 1851              | Jean-Baptiste Desmons                |           | Brasseur                                             |
| 1851         | 1858              | M. Duhaut                            |           |                                                      |
| 1858         | 1870              | Alexandre Delinselle                 |           |                                                      |
| 1870         | 1872              | Ferdinand Desmons                    |           |                                                      |
| 1872         | 1878              | Pierre Parent                        |           |                                                      |
| 1878         | 1879              | Ferdinand Desmons                    |           |                                                      |
| 1880         | 1882              | Jean Baptiste Olivier                |           |                                                      |
| 1883         | 1884              | Pierre Parent                        |           |                                                      |
| 1885         | 1903              | Ferdinand Desmons                    |           |                                                      |
| 1903         | 1904              | André Dewauvrain                     |           |                                                      |
| 1904         | 1918              | Paul Delepoulle (1859-1918)          |           | Négociant en fer et quincailler                      |
| 1919         | 1925              | Albert Herbin                        |           |                                                      |
| 1925         | mars 1937 (décès) | René Ladreyt                         |           |                                                      |
| 1937         | 1947              | Jean Baptiste Henno (1888-1976)      |           |                                                      |
| 1947         | 1970              | René Bertincourt                     | SFIO      |                                                      |
| 1970         | 1982 (décès)      | Jean Delattre                        | PS        |                                                      |
| octobre 1982 | mars 2001         | Didier Caffart                       | PS        |                                                      |
| mars 2001    | En cours          | Benjamin Dumortier                   | DVD       | Notaire 5e vice-président de la CC Pévèle Carembault |

### Instances judiciaires et administratives
La commune relève du tribunal d'instance de Lille, du tribunal de grande instance de Lille, de la cour d'appel de Douai, du tribunal pour enfants de Lille, du tribunal de commerce de Tourcoing, du tribunal administratif de Lille et de la cour administrative d'appel de Douai.

### Jumelages
| Ville | Ville        | Pays | Pays        | Période     |
| ----- | ------------ | ---- | ----------- | ----------- |
|       | Much Wenlock |      | Royaume-Uni | depuis 2004 |

## Population et société

### Démographie

#### Évolution démographique
L'évolution du nombre d'habitants est connue à travers les recensements de la population effectués dans la commune depuis 1793. Pour les communes de moins de 10 000 habitants, une enquête de recensement portant sur toute la population est réalisée tous les cinq ans, les populations de référence des années intermédiaires étant quant à elles estimées par interpolation ou extrapolation. Pour la commune, le premier recensement exhaustif entrant dans le cadre du nouveau dispositif a été réalisé en 2004.

En 2022, la commune comptait 4 717 habitants, en évolution de −6,28 % par rapport à 2016 (Nord : +0,51 %, France hors Mayotte : +2,11 %).
| 1793  | 1800  | 1806  | 1821  | 1831  | 1836  | 1841  | 1846  | 1851  |
| ----- | ----- | ----- | ----- | ----- | ----- | ----- | ----- | ----- |
| 1 980 | 1 897 | 2 026 | 2 120 | 2 465 | 2 707 | 2 746 | 2 786 | 2 876 |

| 1856  | 1861  | 1866  | 1872  | 1876  | 1881  | 1886  | 1891  | 1896  |
| ----- | ----- | ----- | ----- | ----- | ----- | ----- | ----- | ----- |
| 2 860 | 2 993 | 2 983 | 2 937 | 3 030 | 3 160 | 3 240 | 3 315 | 3 379 |

| 1901  | 1906  | 1911  | 1921  | 1926  | 1931  | 1936  | 1946  | 1954  |
| ----- | ----- | ----- | ----- | ----- | ----- | ----- | ----- | ----- |
| 3 256 | 3 172 | 3 105 | 2 940 | 3 153 | 3 174 | 3 136 | 3 171 | 3 154 |

| 1962  | 1968  | 1975  | 1982  | 1990  | 1999  | 2004  | 2006  | 2009  |
| ----- | ----- | ----- | ----- | ----- | ----- | ----- | ----- | ----- |
| 3 266 | 3 460 | 3 531 | 3 454 | 3 699 | 4 218 | 4 318 | 4 374 | 4 499 |

| 2014  | 2019  | 2022  | - | - | - | - | - | - |
| ----- | ----- | ----- | - | - | - | - | - | - |
| 4 914 | 4 849 | 4 717 | - | - | - | - | - | - |

#### Pyramide des âges
La population de la commune est relativement jeune.
En 2018, le taux de personnes d'un âge inférieur à 30 ans s'élève à 34,5 %, soit en dessous de la moyenne départementale (39,5 %). À l'inverse, le taux de personnes d'âge supérieur à 60 ans est de 25,2 % la même année, alors qu'il est de 22,5 % au niveau départemental.
En 2018, la commune comptait 2 329 hommes pour 2 579 femmes, soit un taux de 52,55 % de femmes, légèrement supérieur au taux départemental (51,77 %).
Les pyramides des âges de la commune et du département s'établissent comme suit.
| Hommes | Classe d’âge | Femmes |
| ------ | ------------ | ------ |
| 0,5    | 90 ou +      | 1,2    |
| 6,0    | 75-89 ans    | 10,4   |
| 15,5   | 60-74 ans    | 16,5   |
| 21,5   | 45-59 ans    | 22,2   |
| 18,4   | 30-44 ans    | 18,3   |
| 19,0   | 15-29 ans    | 15,4   |
| 19,0   | 0-14 ans     | 15,9   |

| Hommes | Classe d’âge | Femmes |
| ------ | ------------ | ------ |
| 0,5    | 90 ou +      | 1,4    |
| 5,3    | 75-89 ans    | 8,1    |
| 14,8   | 60-74 ans    | 16,2   |
| 19,1   | 45-59 ans    | 18,4   |
| 19,5   | 30-44 ans    | 18,7   |
| 20,7   | 15-29 ans    | 19,1   |
| 20,2   | 0-14 ans     | 18     |

### Enseignement
Cysoing fait partie de l'académie de Lille.
- Une école primaire publique, baptisée du nom du photographe Yann Arthus-Bertrand.
- Le collège privé Notre-Dame
- Le collège public Paul-Éluard
- Une école maternelle publique, école Saint Exupéry
- Une école maternelle et primaire privée, école Saint-Joseph

### Sports
Cysoing comporte 3 salles de sports :
- La salle multisports Willima Penny Brookes
- La salle multisports Paul Delescluse
- La salle de gymnastique Pierre de Coubertin

et un stade de football:
- Stade Jean Tiquet comportant 2 terrains de football

La ville accueille plusieurs clubs de sports :
- EACCWB - Étoile Amicale Club Cysoing Wannehain Bourghelles[35].
- PHBC - Pévèle HandBall Club[36], handball
- CSBB - Cysoing Sainghin Bouvines Basket[37]
- Association Saint Evrard de Cysoing - Gymnastique[38]

### Cultes

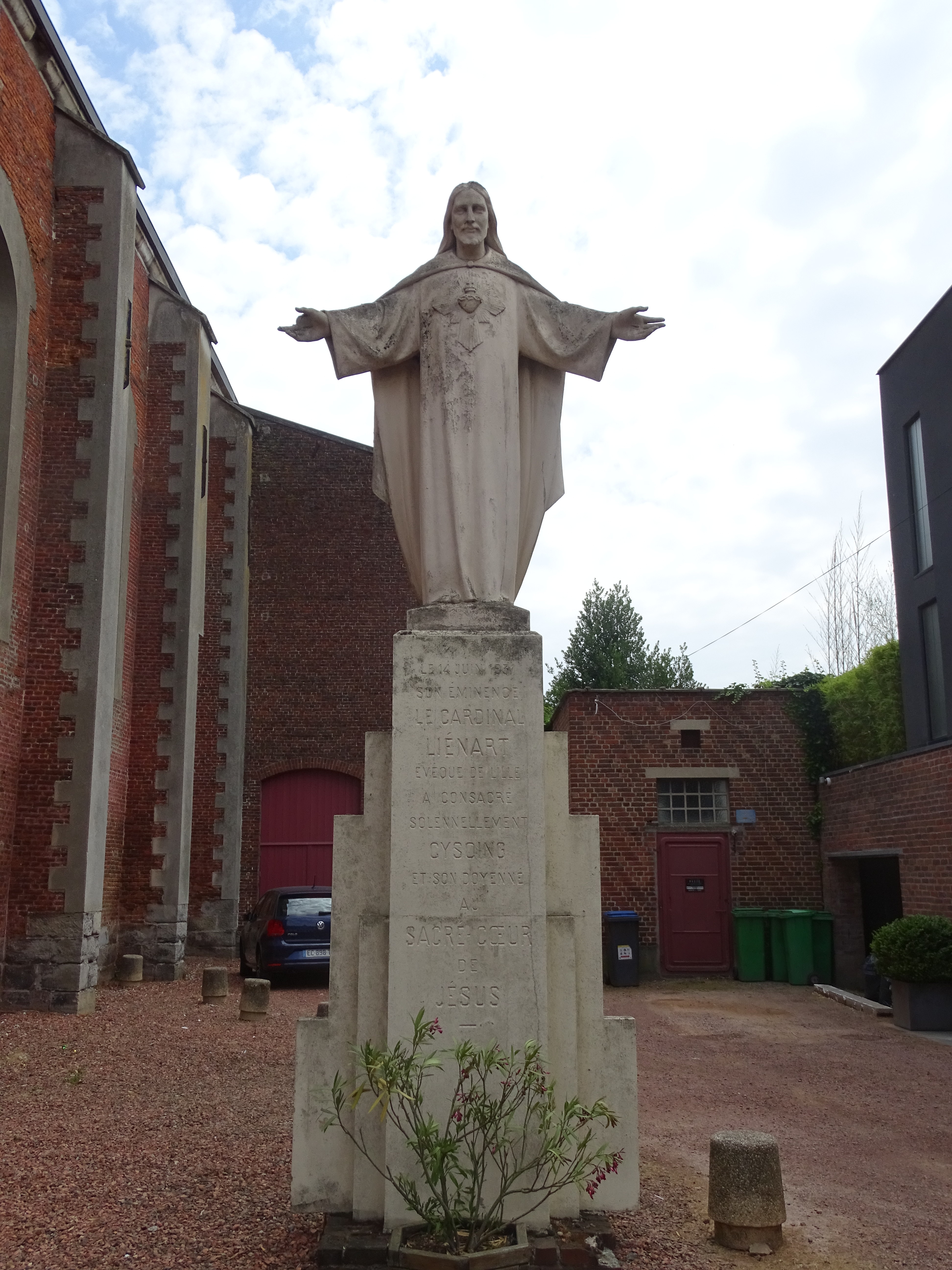
La sculpture témoignant de la consécration de la commune au Sacré-Cœur.

Le 14 juin 1931, la commune et le doyenné de Cysoing sont solennellement consacrés au Sacré-Cœur par le cardinal Liénart, évêque de Lille.

## Culture locale et patrimoine

### Lieux et monuments

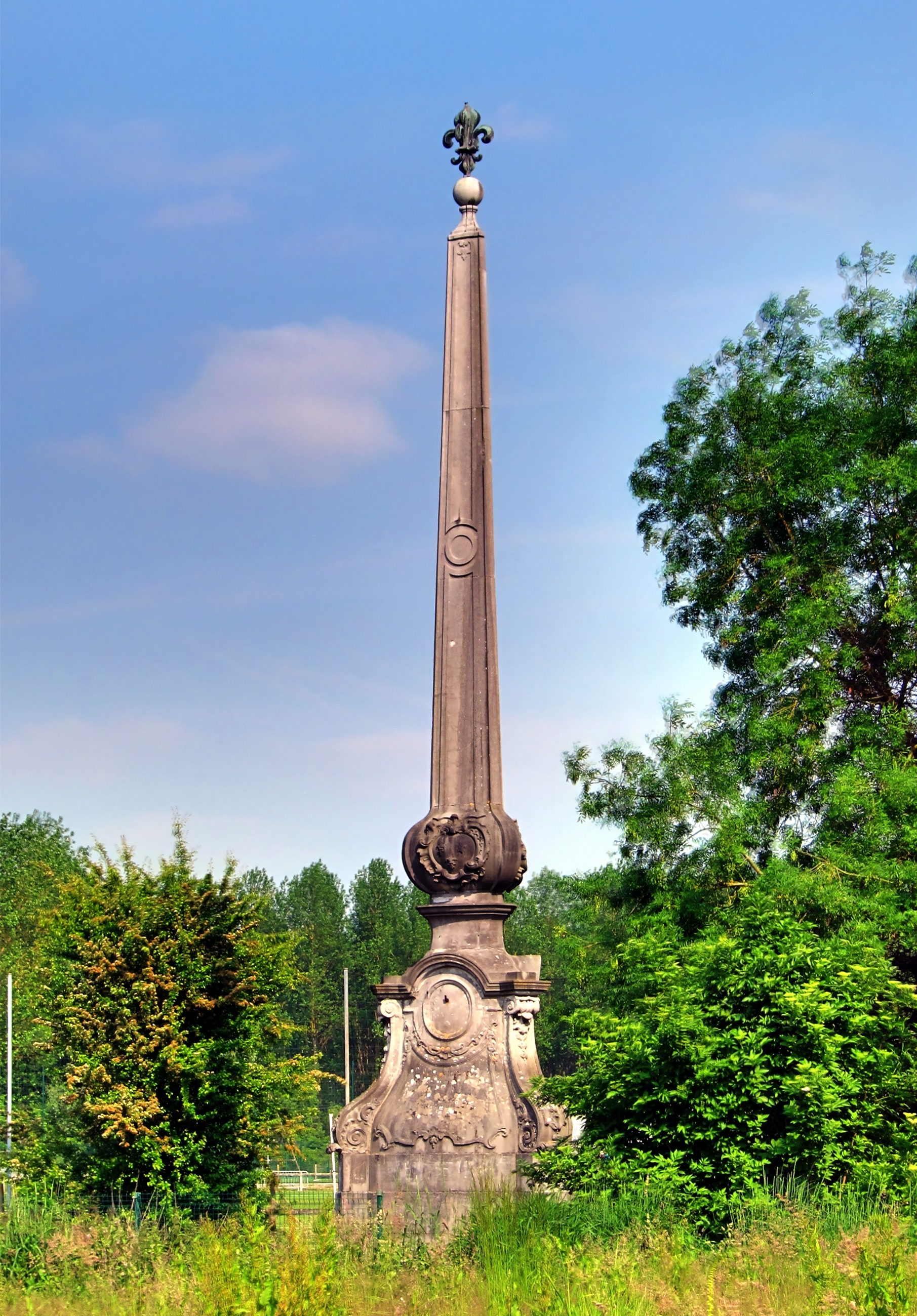
Pyramide de Fontenoy, classée monument historique.

- Abbaye Saint-Calixte de Cysoing, abbaye de l'ordre de saint Augustin, disparue en 1793.
- La pyramide de Fontenoy, classée monument historique depuis 1840 (sur la première liste)[39]. Il s'agit d'un obélisque de 17 m de haut sur base triangulaire érigé en 1750 en l'honneur de Louis XV ; il commémore le séjour du roi à Cysoing, à la veille de la bataille de Fontenoy (mai 1745).
- Le château de l'abbaye, inscrit monument historique depuis octobre 2008[40]. Cette réplique du Petit Trianon, construite au début du XIXe siècle, fut rachetée par la mairie en 2008. Il a été construit sur l'emplacement de l'abbaye Saint-Calixte avec une partie de ses matériaux.
- le parc du château ou de l'abbaye[41]
- L'église Saint-Calixte-Saint-Évrard.
- La chapelle aux Arbres.
- Le cimetière communal est un cimetière militaire britannique entretenu par la Commission des sépultures de guerre du Commonwealth. Le cimetière contient 6 sépultures du Commonwealth dont 5 identifiées de la Seconde Guerre mondiale.
- La plaine de Cysoing, haut lieu de la bataille de Bouvines

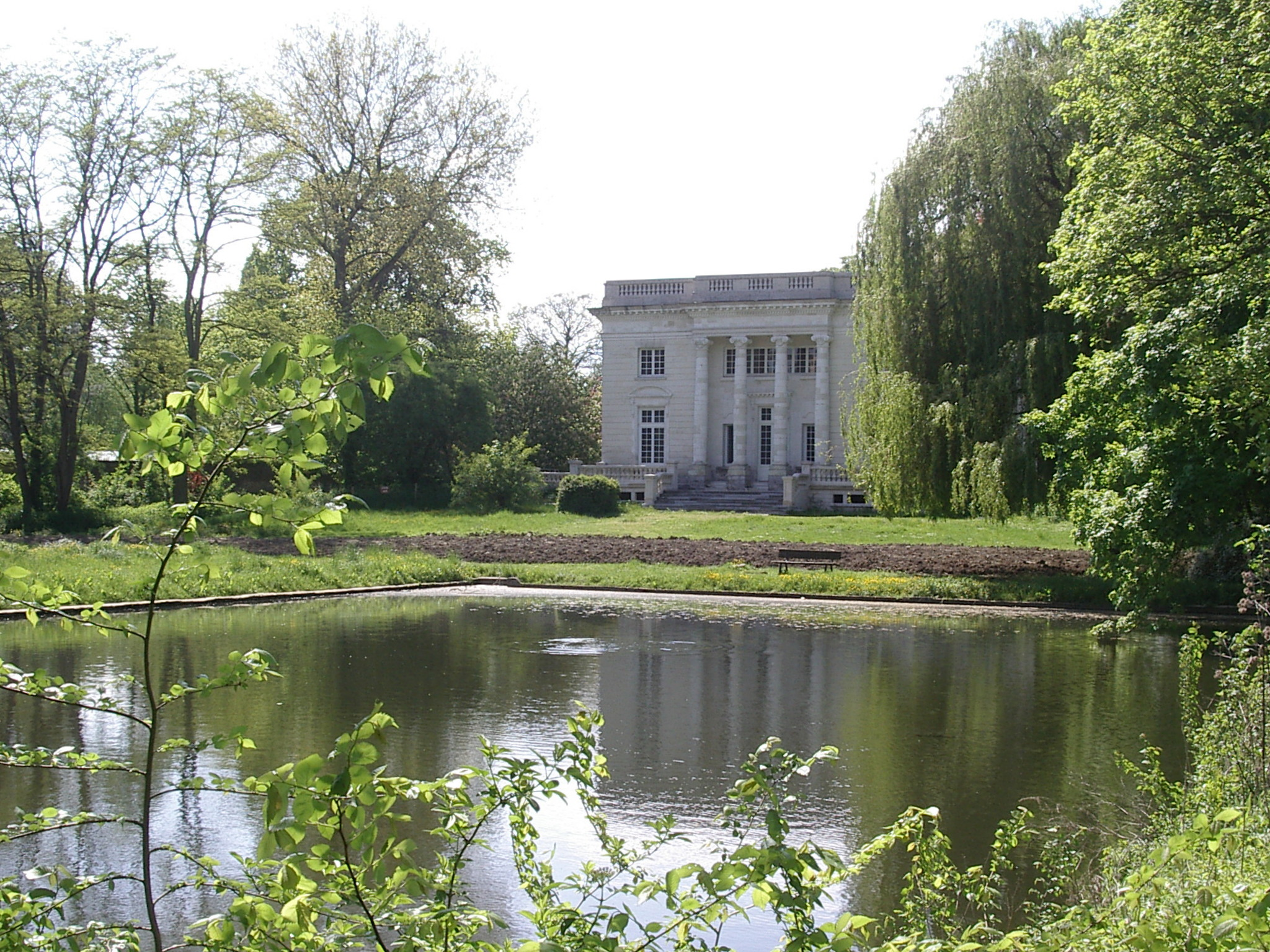
Château de l'abbaye.
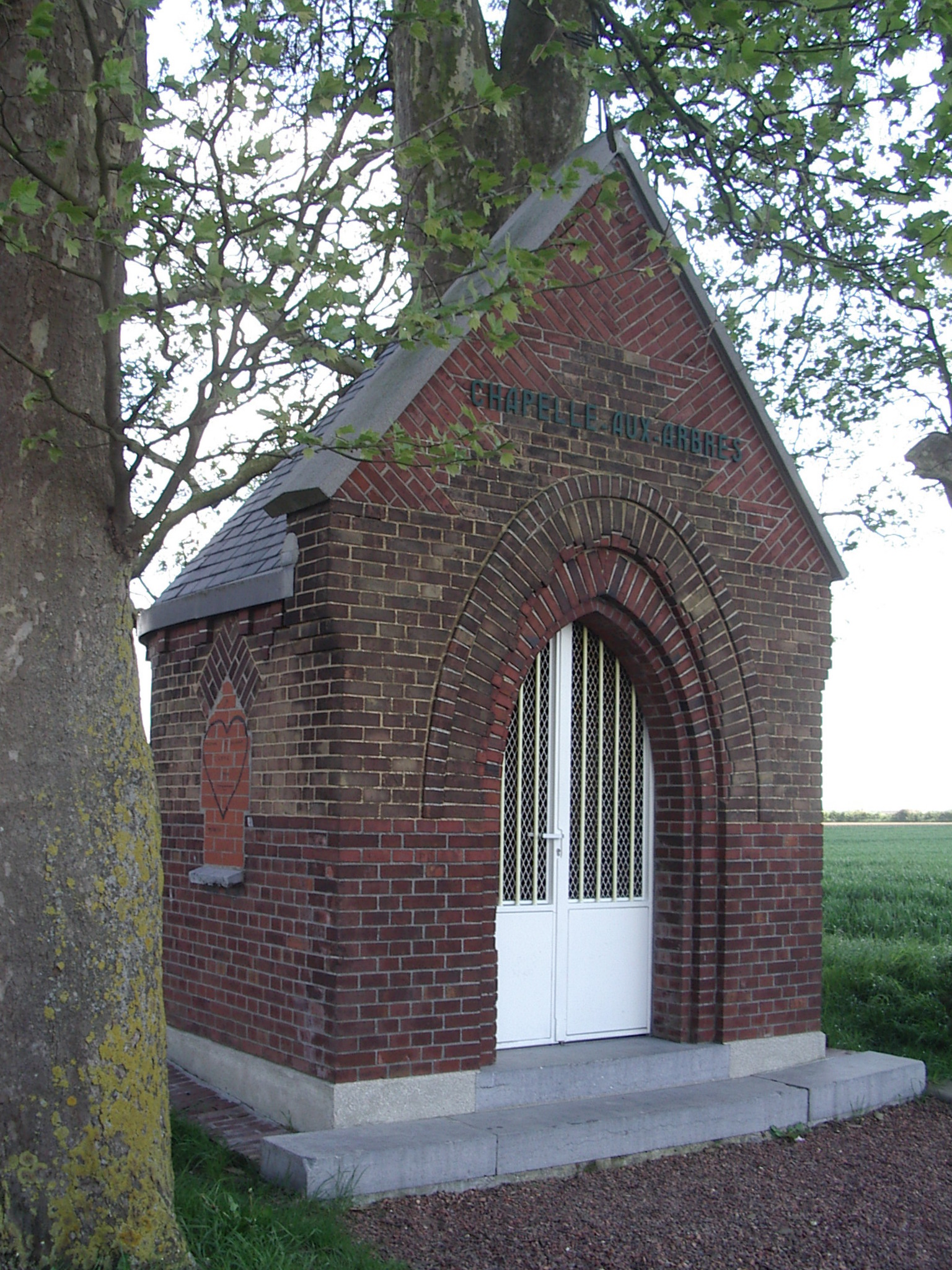
La chapelle aux arbres.
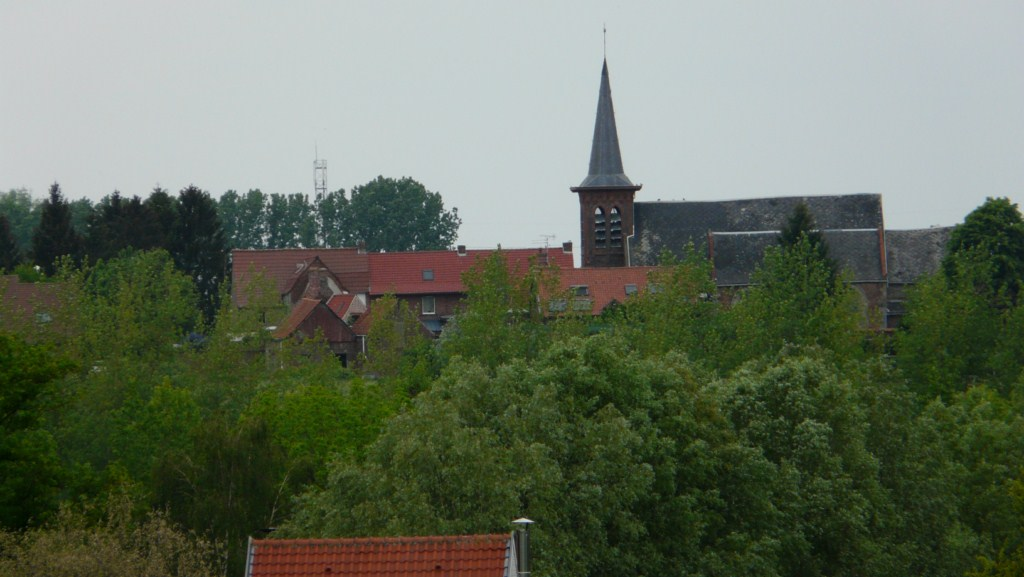
Église du Quennaumont, hameau de Cysoing.
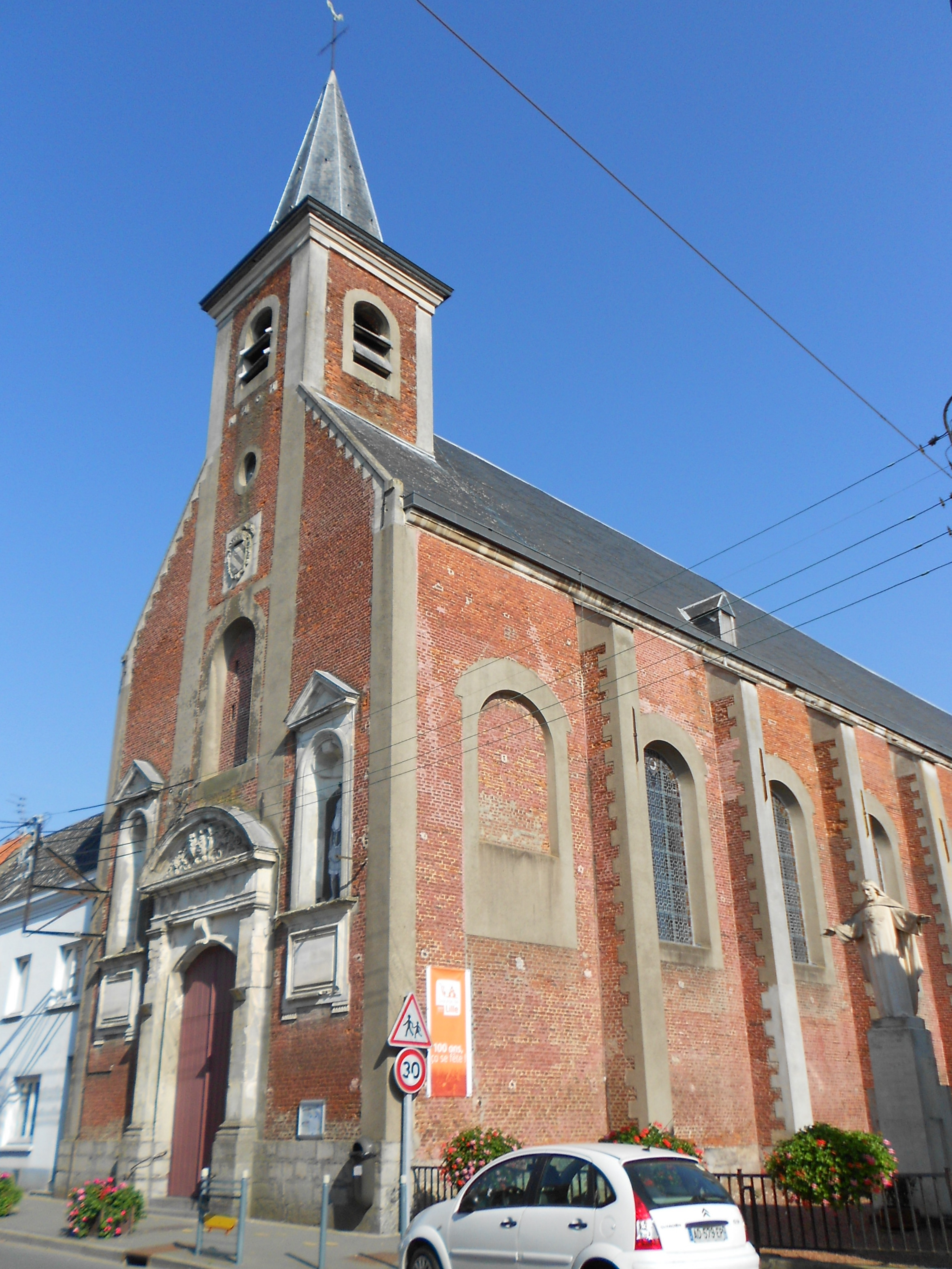
L'église Saint-Calixte-Saint-Évrard.

### Personnalités liées à la commune

#### Seigneurs des Plantis à Cysoing
Avant la Révolution française, Les Plantis est une seigneurie située sur Cysoing.
- Pierre de Lannoy, fils d'Henri de Lannoy d'une humble condition, nait à Cysoing. Serviteur de Jean de Vendeville, il achète le 5 septembre 1544 la bourgeoisie de Lille. Sa maison brûle lors du grand incendie de Lille en 1545. Il s'établit marchand, fait fortune et achète en mars 1553 le fief des Plantis à Cysoing. Devenu échevin de Lille en 1577, il meurt à Lille le 12 mai 1578. il a épousé Marie Duval[42].
- Jacques de Lannoy, fils de Pierre de Lannoy, seigneur des Plantis, bourgeois de Lille le 22 mai 1581, meurt vers 1614. il épouse en 1581 Marguerite Le Vasseur, fille de Jean et de Marie de Fourmestraux[42].
- Jean de Lannoy (1583-1644), fils de Jacques de Lannoy, est seigneur des Plantis et de la Deusle, fief donné par son oncle Jean Le Vasseur. Il nait à Lille en juin 1583 (baptisé le 16 juin 1583), devient bourgeois de Lille le 2 janvier 1615, capitaine d'une compagnie de gardes bourgeoises de 1620 à 1624, gard'orphène (magistrat gérant les orphelins) en 1634. Le roi d'Espagne Philippe IV l'anoblit par lettres données à Madrid le 19 novembre 1641. Il meurt le 25 décembre 1644. il épouse à Lille le 13 juillet 1614 Marie Desbarbieux, fille de Toussaint. Elle meurt à Lille le 3 mai 1657[43].

#### Autres personnages
- Arnoul de Cysoing (VIIIe siècle), originaire de Cysoing, au diocèse de Tournai, soldat et martyr en Flandres.
- Jacques de Cysoing, trouvère du XIIIe siècle dont neuf de ses chansons ont survécu.
- Antoine de Landas, dit le Bâtard de Landas, né vers 1420 - mort à Cysoing en 1503, écuyer, seigneur de Beauffremez.
- Sébastien Joseph Brasdefer, maître brasseur, né à Lorgy (Lorgies) en 1702. Mort à Cysoing en 1749. Il exerça son art à Tourcoing et à Cysoing.
- Louis-Joseph Masquelier (1741-1811) dessinateur, graveur, né à Cysoing.
- le père Thomas Philippe (1905-1993), prêtre dominicain, frère et parrain de Marie-Dominique Philippe, né à Cysoing et cofondateur de la communauté de l'Arche.
- le père Marie-Dominique Philippe (1912-2006), prêtre dominicain né à Cysoing, fondateur de la Communauté Saint-Jean.
- François Philippe (1922-1944), officier des forces françaises libres, mort pour la France et Compagnon de la Libération est né à Cysoing. Une rue de la commune porte son nom.
- Claude Ernoult (1930-2004)
- Marie-Noël Colette (1939-), musicologue, née à Cysoing.

### Héraldique
|  | Les armes de Cysoing se blasonnent ainsi : Bandé d'or et d'azur de six pièces. |

## Pour approfondir